# Ligusticopsis capillacea
Ligusticopsis capillacea är en växtart i släktet Ligusticopsis och familjen flockblommiga växter.
Arten är en perenn ört som förekommer i västra Sichuan och nordvästra Yunnan i Kina. Den beskrevs först som Ligusticum capillaceum (nom. illeg.) av Hermann Wolff 1930, och fick sitt nu gällande namn av Gerfried Horand Leute 1969.